# Domnei
Domnei ou donnoi é um termo em Antigo Provençal que significa a atitude de devoção cavalheiresca de um cavaleiro para com sua Senhora, que era principalmente um relacionamento não físico e não conjugal.

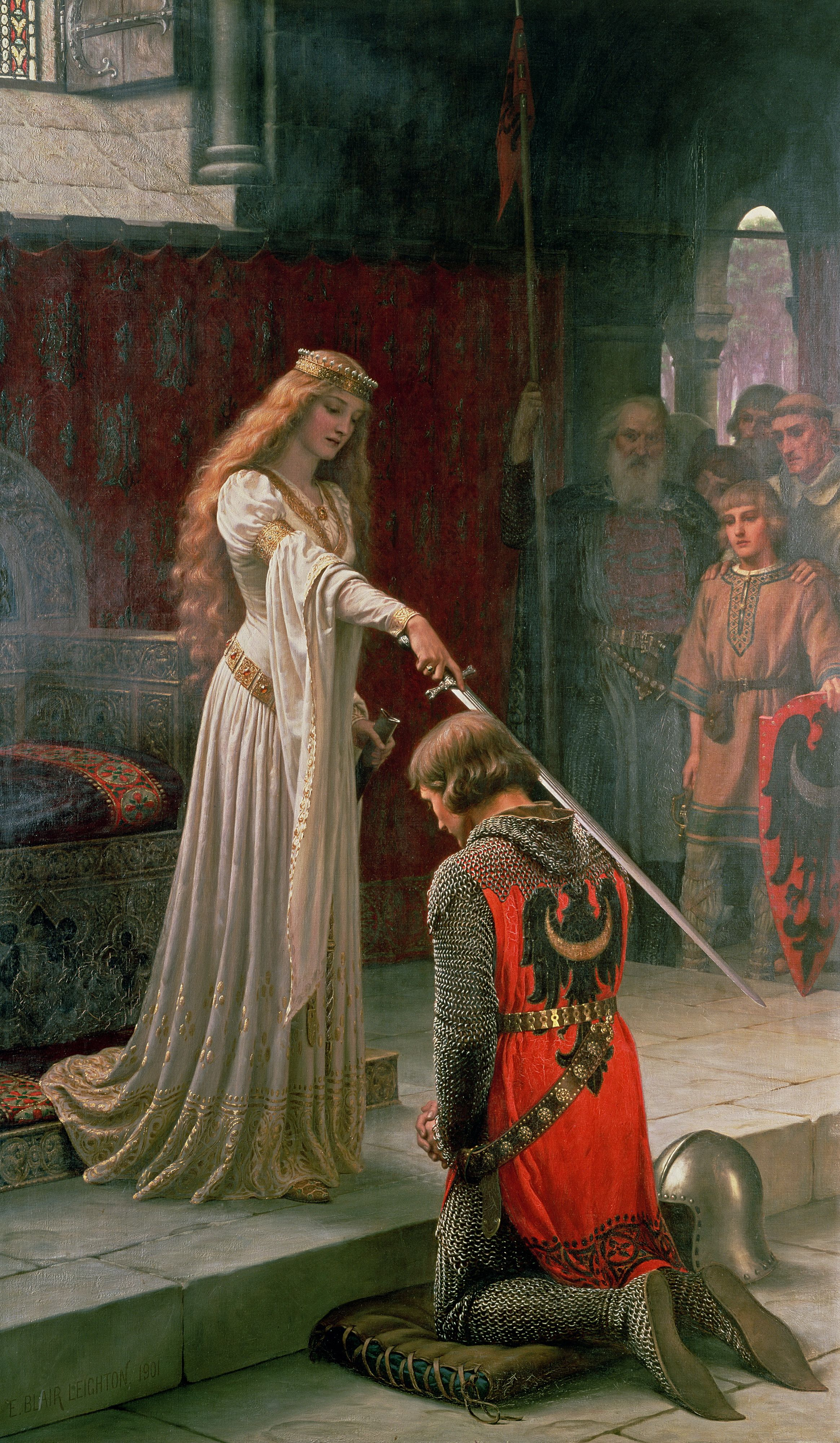
"The Accolade" por Edmund Blair Leighton, pintado em 1901, claramente expressa o conceito de Domnei

## Princípios
Esse tipo de relacionamento era altamente ritualizado e complexo, mas geralmente considerado não físico. Ao discutir a história da Poesia Provençal (literatura occitana), Claude Charles Fauriel afirma: "Aquele que quer possuir plenamente a sua senhora não conhece 'donnoi'." Guilhem de Montanhagol (1233–1268), um trovador provençal, declarou: "E d'amor mou castitaz", ou "Do amor vem a castidade".
A devoção do cavaleiro à sua senhora funcionava pela sua servidão a ela, tanto em termos do seu código de conduta como dos deveres cortês. A cavalaria como código, conforme indicado pelos conceitos de amor cortês e pela qualidade de Domnei, necessitava tanto na teoria como na prática de um nível de devoção à senhora, ou alta amante, que fosse além do mero profissionalismo e graciosidade na etiqueta. A verdade e a honestidade eram virtudes fundamentais e, portanto, as ações de um cavaleiro deveriam resultar de intenções honrosas, motivos sinceros e pureza de coração. Portanto, nas questões do coração, o amor cortês nem sempre foi plausivelmente separável ou indistinguível do amor romântico.
Contudo, por Eros, pela flecha de Cupido, o objeto das afeições de um cavaleiro pode ter residido em outro lugar, fora de seus deveres formais para com sua senhora. Em alguns casos, a senhora foi escolhida, como se fosse atribuída a um cavaleiro por acaso, pelo que a interação direta pode ter sido improvável. Como uma princesse lointaine, ela pode ter vivido em um castelo distante, onde o cavaleiro nunca poderia e nunca teria a chance de conhecê-la. Apesar dos limites da impossibilidade romântica, as obrigações do amor cortês e Domnei deveriam perseverar devido a um senso cavalheiresco de lealdade e devoção de um cavaleiro à sua senhora. As realidades tais como eram, como o amor não correspondido por exemplo, muitas vezes forneceram a base para contribuir para muitos contos de amor e lendas na literatura e na poesia medievais.

## Outros usos modernos

### O livro de Cabell
Nos tempos modernos, o termo "Domnei" é especialmente conhecido por seu uso no título e enredo de Domnei: A Comedy of Woman-Worship, um romance de fantasia de 1913 de James Branch Cabell, que se passa na imaginária província francesa de Poictesme durante segunda metade do século XIII.

### O livro de Gallico
No romance Adventures of Hiram Holliday, de Paul Gallico, o protagonista é um americano do século XX que busca conscientemente seguir o modelo dos cavaleiros medievais da literatura romântica e viver de acordo com o Código de Cavalaria na sociedade moderna. A adoração feminina ao estilo Domnei é oferecida a uma princesa exilada dos Habsburgos, que ele salva dos agentes nazistas e por quem se apaixona.